# Amelie Blumenthal Haz
Amelie Blumenthal Haz (1 de febrero de 2008) es una deportista alemana que compite en natación sincronizada. Ganó una medalla de plata en los Juegos Europeos de Cracovia 2023 y dos medallas en el Campeonato Europeo de Natación, oro en 2024 y bronce en 2025.

## Palmarés internacional
| Juegos Europeos    | Juegos Europeos    | Juegos Europeos   | Juegos Europeos   |
| Año                | Lugar              | Medalla           | Prueba            |
| ------------------ | ------------------ | ----------------- | ----------------- |
| 2023               | Oświęcim (Polonia) | Medalla de plata  | Combinación libre |
| Campeonato Europeo |                    |                   |                   |
| Año                | Lugar              | Medalla           | Prueba            |
| 2024               | Belgrado (Serbia)  | Medalla de oro    | Rutina acrobática |
| 2025               | Funchal (Portugal) | Medalla de bronce | Dúo libre         |